# Herbert Zeitner

Herbert Zeitner, Selbstporträt von 1919

Curt Hermann Herbert Zeitner (* 12. Juni 1900 in Coburg; † 14. Oktober 1988 in Lüneburg) war ein deutscher Gold- und Silberschmied.

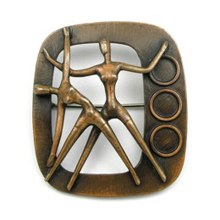
Anstecknadel (Brosche) für die Gymnaestrada 1975 in Berlin – entworfen von Prof. Herbert Zeitner und hergestellt von B.H. Mayer’s

Er schuf Vasen, Kannen, Kelche, Schalen, Kreuze, Tafelgeschirr, die ganze Bandbreite des Schmucks sowie Arbeiten für Städte und öffentliche Institutionen. Für seine Arbeit wurde Herbert Zeitner unter anderem mit dem Niedersächsischen Staatspreis für das gestaltende Handwerk (1966), dem Bayerischen Staatspreis (1974) und dem Lüneburg-Preis (1981) geehrt. Die Gold- und Silberschmiede-Arbeiten, die Zeitner in den Jahren zwischen 1918 und 1933 anfertigte sind durch so verschiedene Stilrichtungen wie Jugendstil, Art déco und Bauhaus geprägt, während das spätere Schaffen der 1960er und 1970er Jahre durch eine zunehmende Abstraktion gekennzeichnet ist.

## Ausbildung und berufliche Tätigkeit
Seine Ausbildung absolvierte Herbert Zeitner von 1914 bis 1921 als Stipendiat an der Staatlichen Zeichenakademie in Hanau, die in dieser Zeit von Hugo Leven geleitet wurde. Zu seinen Lehrern gehörte Reinhold Ewald. 1924 bestand Zeitner seine Meisterprüfung als Goldschmied in Hanau. Noch im selben Jahr wurde er durch den Architekten, Designer und Grafiker Bruno Paul zum Lehrer für künstlerische Metallgestaltung an den Vereinigten Staatsschulen für angewandte Kunst in Berlin-Charlottenburg berufen. Zu den Gold- und Silberschmiedearbeiten, die Zeitner in den 1920er Jahren anfertigte gehört auch eine lange Halskette aus Korallen und Porzellan, die die Filmschauspielerin Brigitte Helm in Fritz Langs Stummfilmklassiker „Metropolis“ trug. 1930 wurde Zeitner Mitglied der Deutschen Gesellschaft für Goldschmiedekunst in Berlin.
Zwischen 1933 und 1945 fertigte Zeitner in Berlin auch Schmuck für die Repräsentanten des Nationalsozialismus; 1935 wurde er zum außerordentlichen Professor ernannt und 1939 Leiter eines Meisterateliers für Goldschmiede an der Preußischen Akademie der Künste in Berlin. Nach 1945 distanzierte sich Zeitner zwar vom Nationalsozialismus, unstrittig ist jedoch, dass er zwischen 1933 und 1945 von seinen Arbeiten für die Machthaber des NS-Regimes profitierte.
Nach Kriegsende, 1945, verließ Zeitner Berlin mit einem Hausboot und ließ sich in Lüneburg nieder. In den ersten Jahren nach dem Krieg arbeitete er auf dem Hausboot, von 1954 bis 1959 führte er dann als Goldschmiedemeister eine Werkstatt mit Gesellen im alten Kaufhaus in Lüneburg. 1955 wurde Zeitner Vorsitzender der Arbeitsgruppe Kunsthandwerk Lüneburger Heide in der Arbeitsgemeinschaft Kunsthandwerk Niedersachsen. Zu den Gold- und Silberschmiedearbeiten, die Zeitner in den 1960er Jahren anfertigte gehört auch die Kette des Lüneburger Oberbürgermeisters, die 1966 entstand. 1969 fertigte er für die Hamburger Volksbühne den Ehrenpreis Silberne Maske an.
Im Sommer 2010 erinnerten zwei Ausstellungen, im Deutschen Goldschmiedehaus in Hanau und in der Handwerkskammer Braunschweig-Lüneburg-Stade in Lüneburg an das Lebenswerk Herbert Zeitners.

## Auszeichnungen
- 1932	4. Preis im Wettbewerb „Der silberne Becher“ der Deutschen Gesellschaft für Goldschmiedekunst
- 1937	Auszeichnung der Pariser Weltausstellung
- 1943	Verleihung des Goldenen Ehrenrings der Gesellschaft für Goldschmiedekunst
- 1952	Preis für eine Sport-Ehrengabe (Olympia-Medaille) bei der Olympiade in Helsinki
- 1954	Silbermedaille der X. Triennale, Mailand für Broschen (u. a. Mondbrosche)
- 1958	Ehrenurkunde der Weltausstellung in Brüssel
- 1962	3. Preis im Wettbewerb „Die silberne Maske“ der Gesellschaft für Goldschmiedekunst
- 1966	Niedersächsischer Staatspreis für das gestaltende Handwerk[2]
- 1974	Bayerischer Staatspreis
- 1975	Ehrenmeisterbrief für das Goldschmiedehandwerk der Handwerkskammer Lüneburg
- 1976	Verdienstkreuz am Bande des Niedersächsischen Verdienstordens
- 1981	Verleihung des Lüneburg-Preises (Bronzene Statuette) im Fürstensaal des Lüneburger Rathauses

## Werke Zeitners in öffentlichem Besitz (Auswahl)
- Museum für Kunst und Gewerbe Hamburg
- Badisches Landesmuseum Karlsruhe
- Museum für Angewandte Kunst Köln
- Museum für das Fürstentum Lüneburg
- Bayerisches Nationalmuseum München
- Neue Sammlung – Pinakothek der Moderne München
- Schmuckmuseum Pforzheim
- St.-Marien-Kirche in Lüneburg: Aufsatz des Taufbeckens mit acht Engeln